# Mimabryna nicobarica
Mimabryna nicobarica là một loài bọ cánh cứng trong họ Cerambycidae.